# Henriëtte Hamilton-Falise
Henriëtte Guillemette Chrétienne Falise (Wageningen, 7 oktober 1877 – Nijmegen, 2 november 1946) was een Nederlands kunstschilderes. Zij was afkomstig uit de kunstenaarsfamilie Falise uit Wageningen. Haar broer was de beeldhouwer August Falise. 
Tot haar huwelijk in 1914 met C.J.C. Hamilton (Indisch Landbouwkundige) verbleef zij in Wageningen, waar zij les gaf in schilderen en kunstnaaldwerken. Haar huwelijk voerde haar naar Nederlands-Indië, waar zij tien jaar verbleef, heel Java doortrok en zich toelegde op het Indisch landschapschilderen. Op de eerste tentoonstelling op de Jaarbeurs te Bandoeng oogstte zij veel succes. In Indië werden haar twee kinderen, Augusta (Nonnie) en Joop, geboren.
Eind 1923 kwam zij in Nederland terug, woonde zes jaar in Oss en vanaf 1929 in Nijmegen. In deze stad gaat zij voor het eerst in Nederland exposeren en trekt veel aandacht met haar bloemen en landschappen. Hamilton-Falise behoorde tot de Nijmeegse kunstkring "In Consten Eén", waartoe ook schilders als Wim van Woerkom, C.H. Hammes, Dorus Arts en Eugène Lücker behoorden. Bij het bombardement op Nijmegen in 1944 is een deel van haar werk, dat in het stadscentrum geëxposeerd werd, verloren gegaan.
Het Javaans oeuvre van Hamilton-Falise is in Indisch coloriet opgevat en uitgewerkt. De luchten zijn van exotische kleur. Haar stukken Kloet en Wilis geven een originele kijk op de steeds dreigende vulcanen van Java. De krachtig geschilderde bloemstukken hebben exquise kwaliteit. Vooral bewijzen haar doeken dat in dit genre getoverd kan worden met kleur en dat een sterk perspectief kan worden aangebracht. Zij schilderde onder meer zinnia’s, Oost-Indische kers, violen en Perzische rozen. Grote werken zijn: Zonnebloemen en Pioenrozen. Haar schilderwerk munt uit door zwierigheid en sappigheid en getuigt van laaiend enthousiasme voor de natuur. Tot haar werk behoren ook enige Brugse doeken (straatjes, hofjes en bruggen) van edele en diep doorleefde stemming.
Het meeste werk van Hamilton-Falise bevindt zich in particulier bezit.